# Breezeblocks
«Breezeblocks» — песня английской инди-рок группы alt-J с их дебютного альбома An Awesome Wave, композиция была выпущена 18 мая, в виде второго сингла в поддержку упомянутого лонгплея. Она была написана Джо Ньюманом и другими участниками группы и спродюсирована Чарли Эндрю.
Британский журнал New Musical Express включил данную композицию в свой список «500 величайших песен всех времён», разместив её на 409-й позиции.

## Список песен
7" single
1. «Breezeblocks» — 3:47
2. Tom Vek’s Remix — 3:59

Digital download — single
1. «Breezeblocks» — 3:47

Digital download — remixes
1. «Breezeblocks» — 3:47
2. Tom Vek’s Remix — 5:18
3. B-Ju Remix — 3:59
4. Rockdaworld Remix — 4:41

## Участники при создании композиции
- Вокал — Alt-J (∆)
- Продюсер — Чарли Эндрю
- Слова — Джо Ньюман, Том Грин, Гвил Сайнсбери, Гас Ангер-Гамильтон

## Чарты
| Чарты (2012—2013)                      | Позиция |
| -------------------------------------- | ------- |
| Австралия (ARIA)                       | 41      |
| Великобритания (OCC UK Singles)        | 75      |
| Великобритания (OCC UK Indie)          | 6       |
| США (Billboard Bubbling Under Hot 100) | 21      |
| US Hot Rock Songs (Billboard)          | 16      |
| US Rock Airplay (Billboard)            | 26      |
| США (Billboard Alternative Airplay)    | 9       |

| Чарты (2013)                     | Позиция |
| -------------------------------- | ------- |
| US Hot Rock Songs (Billboard)    | 36      |
| US Alternative Songs (Billboard) | 29      |

## Продажи альбома
| Регион | Сертификация | Продажи  |
| --- | ------------ | -------- |
| Великобритания (BPI) | Платиновый   | 600 000  |
| США (RIAA) | Золотой      | 500,000^ |
| * Данные о продажах приведены только на основе сертификации. ^ Данные о тиражах приведены только на основе сертификации. |              |          |

## История релизов
| Регион         | Дата        | Формат                    | Лейбл      |
| -------------- | ----------- | ------------------------- | ---------- |
| Великобритания | 18 мая 2012 | Цифровая загрузка- сингл  | Infectious |
| Великобритания | 18 мая 2012 | Цифровая загрузка- ремикс | Infectious |